# 帝都高速度交通営団
帝都高速度交通営団（ていとこうそくどこうつうえいだん、英: Teito Rapid Transit Authority）は、東京都特別区（23区）の地下鉄を経営するため、1941年（昭和16年）から2004年（平成16年）まで日本に存在していた日本国政府および東京都が出資する鉄道事業者。略名は営団地下鉄、交通営団、営団（英語圏ではT.R.T.A.）。

## 概要

### 経緯

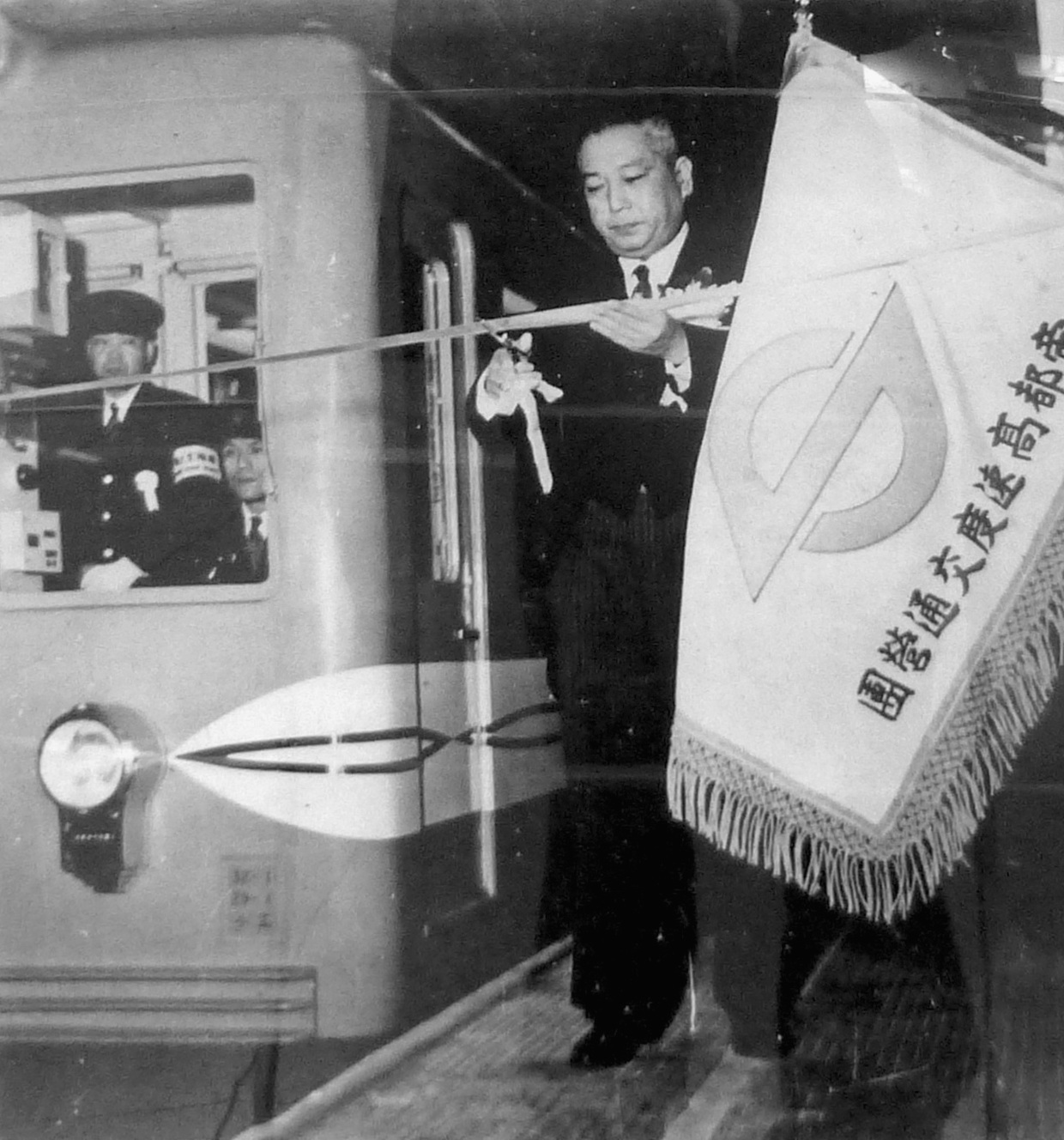
1954年（丸ノ内線開通当時）の団旗。旧字体の『帝都速度交通營團』となっている

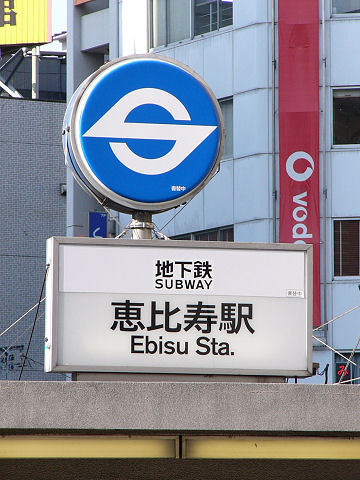
入口の案内表示（1991年以前の駅名看板とSマーク部分が分離した形態のもの）。東京メトロへの移行直前に撮影されたもので、東京メトロのロゴマークおよび「東京メトロ」の文字がステッカーで覆われている。

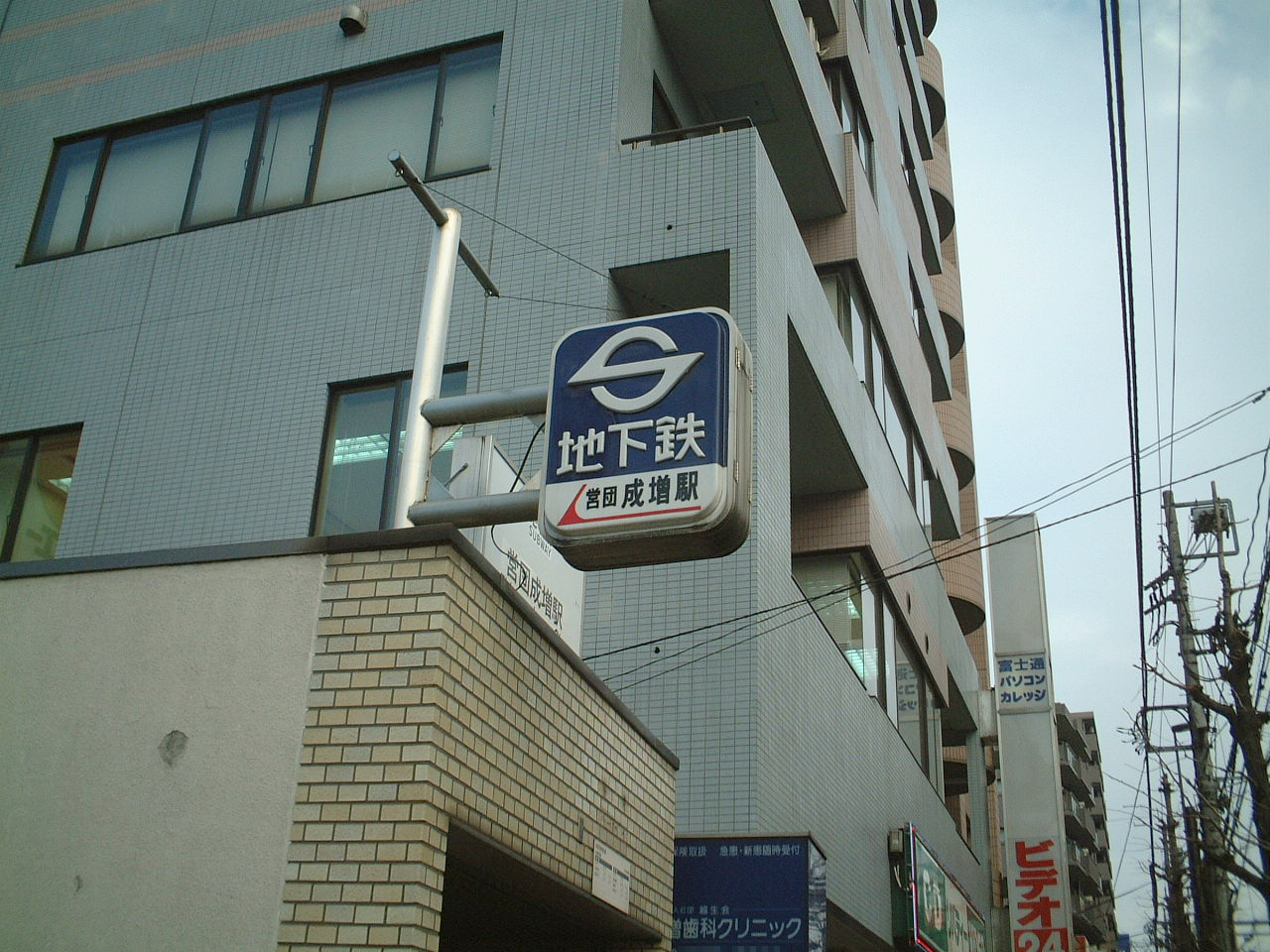
駅名に「営団」がついていた営団成増駅（現・地下鉄成増駅）の入口

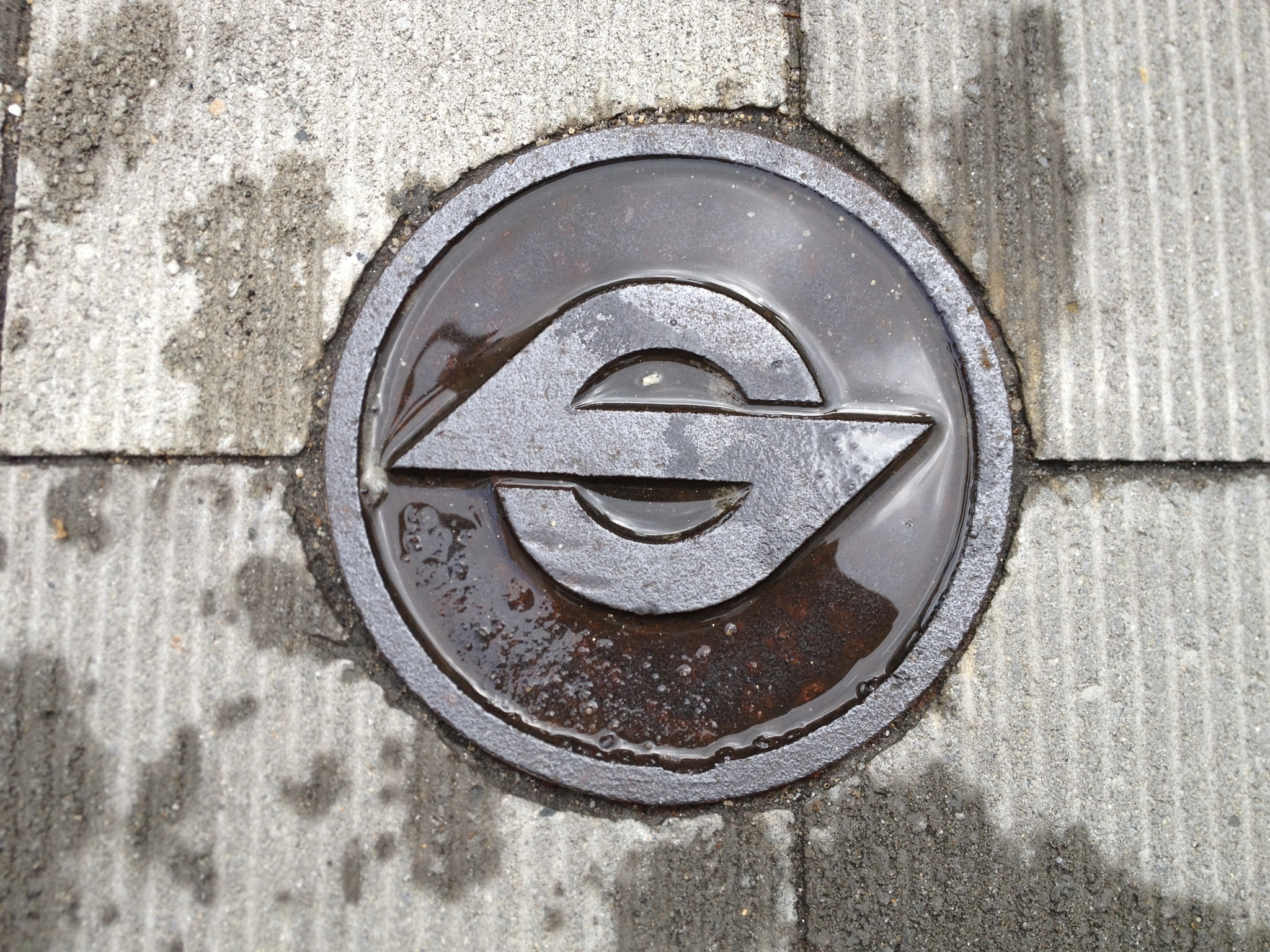
末広町駅付近の歩道上に存在したSマーク入りマンホールの蓋。撮影した2012年時点で営団地下鉄は既に民営化されている。

帝都高速度交通営団法に設立根拠を持ち、交通関係の省庁所管であった「公法上の法人」である。通称交通営団（）または単に営団（）あるいは営団地下鉄（）。イメージソングは井上大輔作曲の「未来よ君は美しい」。
日中戦争中に、国家による統制管理のために設置された経営財団、いわゆる「営団」の一つである。「帝都」とは大日本帝国の首都、すなわち東京のこと、「高速度」とは新幹線のような高速鉄道の意味ではなく、かつて市内交通の主役であった路面電車に対して「高速」である『都市高速鉄道』の意味である。英語表記は “Teito Rapid Transit Authority” で、 “TRTA” という略称もあった。
東京地下鉄道と東京高速鉄道によって行われていた東京市の地下鉄建設・運営事業を統合し、一元的に東京の地下鉄を建設・経営する公共企業体として発足した。元々は1930年代の不況の中、他の交通機関と競争を続け経営難に陥っていた交通事業者を統合して救済する「交通調整」を目的に設立が検討され（この理念を体現したのがのちの陸上交通事業調整法である。当時このような交通事業の再編は、自動車の急増を背景としてロンドンやベルリンで既に行われており、世界的なトレンドであった）、地下鉄のみならず東京近郊のすべての鉄道とバス事業を担う巨大交通事業者となることが期待された。ところが1937年に日中戦争が開戦すると一転好景気となり、それに伴う輸送量の急増により「交通調整」の前提が崩れた。そこで計画が見直され、地下鉄の整備を新設の特殊法人（交通営団）が担い、路面電車やバスなどは東京市（のちに東京都）が管理するという体制となった。
第二次世界大戦後、日本を占領した連合国軍最高司令官総司令部 (GHQ) の指令により、帝都高速度交通営団を除く営団は解散もしくは公団へ移行した。当営団についてもGHQは当初、戦時体制下の非民主的組織であるとして廃止を検討し、地下鉄運営の主導権を戦前より狙っていた東京都がこれを強く支持した。しかし、当時の東京都に地下鉄運営の実績がなかったことと、「交通営団は戦争目的の統合ではなく、当時世界的なトレンドであった交通事業再編の議論の一環で設立された組織」であるとする国と当営団の主張がGHQに受け入れられたためにそのまま維持され、旧憲法下の「帝都」を名称に含む組織は新体制移行後60年近くという長期に亘って存続した。
その間、東京都の直営による地下鉄事業開始（1960年）や国鉄分割民営化（1987年）など交通経営を取り巻く情勢の変化もあったが、当営団はあまりそれらの影響を受けなかった。

#### 営団の廃止・株式会社化
営団の民営化については、1995年（平成7年）の閣議で南北線もしくは半蔵門線が完成した頃を目途に、第一段階として特殊会社化する方針を閣議決定した。その後、2001年（平成13年）12月に当時の小泉内閣が約160あまりの特殊法人・認可法人を対象とした特殊法人改革基本法を閣議決定し、その中で営団を半蔵門線延伸開業後の翌年である2004年（平成16年）春に特殊会社化することを決定した。
このような民営化は国鉄分割民営化と比較されることがあるが、日本国有鉄道の場合は、巨額の債務によって実質的に経営破綻を起こしていたのに対し、営団は日本国政府の行政改革の一環として、特殊法人改革を行っていたことに由来する。そのため経営には問題はなく、また東京の地下鉄建設というインフラストラクチャー整備の必要性が残っており、民営化には反対意見が多かったが、都市高速道路建設の必要性があった首都高速道路公団も民営化されるため、営団も例外とせず民営化の対象とした。同法案作成時に新会社名を「東京地下鉄株式会社」と定めたことから、新会社名もこの段階で事実上決定した。
新会社では新株発行・代表取締役選定など、重要な事項に関しては行政機関との協議・認可が必要であるが、事業計画・決算は日本国政府（国土交通大臣）への報告のみとなる。またそれ以外の関連事業・社債募集などは、営団時代では国の認可が必要であったが、新会社ではこれが不要となる。その他、発足段階では日本国政府と東京都が新会社へ出資（出資率は国が53.4 %、都が46.6 %）していたが、2024年10月23日に東京証券取引所プライム市場に上場した。
2004年（平成16年）4月1日、東京地下鉄株式会社法の施行により、当営団の一切の権利及び義務、設備、車両は東京地下鉄に継承された。

### 性格
「営団」という組織形態は、官民による共同出資を大きな特徴としており、当営団もまた設立当初は、民間鉄道による出資が含まれていたが、こうした民間資本は1951年の法改正により排除され、以降は日本国有鉄道（国鉄分割民営化後は、日本国有鉄道清算事業団を経て、大蔵省→財務省）と東京都の出資による純粋な公法人（外郭団体）に変容した。従って、営団地下鉄は、名称として「営団」の名をなお残しながらも、その組織実態としては、国の外郭団体である公団や公社と似通ったものとなっていた。
地方公営企業（市営交通など）、株式会社である第三セクター鉄道とも異なり、日本国有鉄道と東京都の出資による公企業として、独特な位置づけであった。
日本民営鉄道協会（民鉄協）に加盟し、団内労働組合も日本私鉄労働組合総連合会 (PRU) に加盟するなど私企業のような行動をとる一方、テレビCMなど対外的な広告は規制されており、民営化直前の2003年6月までは一切行われなかった。日本国有鉄道と異なり、その地下鉄事業は地方鉄道法（のち鉄道事業法）に基づいていた。
なお、営団の地下鉄施設は部外者による撮影を容認していなかった時期があり、かつて『鉄道ダイヤ情報』で掲載された撮影ガイドは、その旨から営団の敷地外および相互直通先の路線からの撮影ポイントで構成されていたことがある。また、「鉄道フォーラム」では、東京メトロ移行後の2012年まで施設内を撮影した画像の投稿が禁止されていた。尤も、駅の掲示やウェブサイト等で対外的に撮影を「禁止」する告知がなされたことはなく、『鉄道ファン』など、読者投稿を受け付ける鉄道雑誌でも施設内で撮影した写真の掲載に規制がかけられたことも無い。これに加えて後期には、ラッピング車両の運行や有楽町線営団赤塚・営団成増両駅の改称を記念したイベントを開催したり、末期には南北線王子駅で南北線開通1周年イベントで撮影会を開催するなど、写真撮影を前提とした施策も行われるようになった。

### 「営団」
前述のように、大半の営団が終戦直後に廃止となった結果、中後期は単に「営団」の意味は「帝都高速度交通営団」を表すことがほとんどとなり、「営団線」と言えば、その経営する地下鉄路線全体を指していた。そのため「営団」の語が固有名詞化し、当営団が経営する地下鉄路線を営団地下鉄と通称していたことも相まって、組織名が「営団地下鉄」であると誤解されることもあった。末期では、これを逆手にとる形で「営団地下鉄」と組織名に代わって表記する旅客向け資料もあり、また車内放送でも「営団地下鉄をご利用いただき・・・」と録音されたものが自動で流れるものもあった。
駅のロゴ表記は単に「地下鉄 SUBWAY」であった。運賃・乗車券など特に「営団線」として区別しなければならない場合を除き、東京で単に「地下鉄○○線」という場合は、営団の路線である場合が多く、都営の駅を含む駅の案内などでは、路線名のみの表記（「銀座線」など）が多用された。対して後発の都営地下鉄は、都営線内でも「都営」を冠した路線呼称（「都営三田線」など）が多用された。この方式は、営団が廃止されて東京地下鉄に継承された現在でも引き継がれている。
一方、「地下鉄互助会」（現：メトロ文化財団）など関連団体、職員で作る政党職場組織には設立当初から当営団の意味で「地下鉄」を冠したものがある。

### 4S
団章（シンボルマーク）はSを図案化したものとなっており、地下鉄を意味する英語SubwayのSのほかに以下の4つのSのつく英単語（4S）を意味し、営団の基本理念だった。
- Safety - 安全
- Security - 正確
- Speed - 迅速
- Service - サービス

営団発足から1960年（昭和35年）までは、丸にトンネルの断面とレールを配したものが団章として使われていた。Sマークは営団初の新規開業路線である丸ノ内線開業前年の1953年（昭和28年）12月1日に、宣伝・広告・電車車体に使用する記章として制定され、1960年（昭和35年）3月1日より正式に団章となった。
東京地下鉄への移行の際に、この「Sマーク」の団章を継続して欲しいという意見が多数あったが、結局メトロ（Metro）のMを抽象・図案化した「ハートM」のシンボルマークを採用した。ただし、この団章の日本での商標権は現在も東京地下鉄が保有しており、イベントなどで使用されることもある。また、「帝都高速度交通営団」「営団地下鉄」も民営化直前に日本において商標登録を出願し、民営化後に登録されている。
また、Sマークとは別に「TRTA」や営団をそのままローマ字表記した「EIDAN」を図案化したロゴも作られ、06系の営業運転開始前に貼られていたが、ごく短期間で使用が取り止められている。

## 歴史
1941年（昭和16年）3月7日に公布（同年5月1日施行）された帝都高速度交通営団法に基づき、東京府東京市（1943年、東京都制施行に伴い東京都になる）及びその付近の“地下都市高速度交通事業”を目的として、1941年（昭和16年）7月4日設立された。資本金6,000万円は、大日本帝国政府の4,000万円、東京市の1,000万円のほか、東京横浜電鉄（東横）、東武鉄道（東武）が各200万円、京成電気軌道（京成）・小田急電鉄（旧）（小田急）が各100万円、西武鉄道（西武）、武蔵野鉄道、国鉄共済組合が各50万円を出資した。
同年9月1日、日中戦争中の戦時体制のため、陸上交通事業調整法（1938年8月施行）により、現在の銀座線を運営していた東京地下鉄道及び東京高速鉄道の地下鉄路線を引継いだほか、両社の未成線、東京市の地下鉄道未成線、京浜地下鉄道の未成線免許を譲受した。譲受代価は総額1億232万3,500円であり、主に交通債券で支払われた。
東京地下鉄道　譲受代価6,955万4,000円
- 浅草 - 新橋間の開業線、三田二丁目 - 五反田 - 馬込間の未成線、ストア業[注 3][15]

東京高速鉄道　譲受代価3,097万4,000円
- 渋谷 - 新橋間の開業線、新橋 - 東京間、新宿駅 - 築地間および四谷見附 - 赤坂見附間の未成線[15]

京浜地下鉄道　譲受代価149万4,000円
- 新橋 - 品川間の未成線[15]

東京市　譲受代価30万1,500円
- 目黒 - 南千住間、東京 - 巣鴨間、築地 - 大塚間および、池袋 - 高田馬場 - 洲崎間[注 4]の未成線[15]

### 戦時中の新路線建設計画
営団設立後の1941年（昭和16年）12月8日、太平洋戦争が始まったが、営団地下鉄は設立の使命である地下鉄新路線の建設計画を進めた。
緊急施工路線として新宿 - 東京間を建設することとし、四谷見附 - 赤坂見附間を1942年度（昭和17年度）着工、1945年度（昭和20年度）完成、新宿 - 四谷見附間および赤坂見附 - 東京間を1943年度（昭和18年度）着工、1946年度（昭和21年度）完成予定とした。車両120両および新宿車庫計画を含めた建設費用は1億4,050万円を計画した。
続いて池袋 - 東京間（車両162両を含めた建設費用は1億5,506万8,000円）、築地 - 五反田間（車両118両を含めた建設費用は1億1,544万6,000円）を1942年度（昭和17年度）より順次着工、1947年（昭和22年）以降の完成を目途に建設することとした。
そして1942年（昭和17年）6月5日に四谷見附 - 赤坂見附間の起工式を行い、弁慶濠付近の建設工事が行われた。しかし、以降は戦局の悪化により資金、資材、労働力が不足したことから、1944年（昭和19年）6月に建設工事は中止した。
第二次世界大戦後の1951年（昭和26年）4月、営団の公的性格の明確化、運輸政策審議会の答申で財政投融資による東京の地下鉄建設促進を計る観点から、各民間鉄道の出資金を引き上げ、日本国有鉄道と東京都への移管が行われた。

### その他の主な特記事項
- 1975年（昭和50年）12月 - 各列車の先頭車両（434両868個所）にシルバーシートを導入。
- 1987年（昭和62年）4月 - 国鉄分割民営化により、日本国有鉄道の出資持分が、日本国有鉄道清算事業団に継承される。
- 1988年（昭和63年）
  - 1月1日 - 営団全駅で全面禁煙化を実施[17]。
  - 春頃（丸ノ内線02系デビュー頃）- ドアステッカーを更新。それまでの文字のみの注意喚起のもので、両開き扉車の車両の場合片側扉しか貼られていなかったものから、キャラクターのイラストが書かれている丸いデザインのものへ変更。両側どちらの扉にも貼られるようになる。
- 1990年（平成2年）
  - 初頭 - ドアステッカーを更新。国際花と緑の博覧会開催に伴い、その宣伝の一環としてベースはそのままで、従来のキャラクターのイラストが書かれている下に花博の広告が入った丸いデザインのものへ変更。
  - それまで、ツーマン運転の路線では車掌による肉声車内アナウンスが主流だった中、当時の旅客サービスの一環と車掌の負担軽減のため声優の清水牧子を起用した車内自動放送を導入。01系の一部・02系・03系・05系の一部・6000系の一部・7000系の一部・8000系8110編成で使用開始。それ以外の車種・編成については肉声車内アナウンスのままだった。
  - この年から自動改札機の本格的導入開始。
  - 6月 - 「日本国有鉄道清算事業団の債務の負担の軽減を図るために平成2年度において緊急に講ずべき特別措置に関する法律」の施行により、日本国有鉄道清算事業団の出資持分が、日本政府に譲渡される。
- 1991年（平成3年）
  - ドアステッカーを更新。従来のキャラクターのイラストから、ネコのキャラクターがドアに挟まれているデザインのものへ変更。南北線開通直後までは、その下に「『自動改札』営団地下鉄では平成2年度から5年計画で全駅に設置いたします。」と自動改札機導入を知らせる告知を表示していた。このデザインのドアステッカーは民営化後もS 営団地下鉄の表記を削除したうえで、2007年まで使用されていた。
  - それまで車内自動放送の言い回しが「次は○○、○○でございます。」だったものを、南北線開通に伴い運用開始した9000系より「まもなく○○、○○です。」へ変更。翌年までに全線において更新された。
  - 同時に制服を営団としては最後の変更。
  - 南北線に、それまでのパタパタ式や方向幕式と呼ばれていた、行き先の表示しかできないホーム行先案内表示機に代わり、発車時刻表示対応の発光ダイオード式ホーム行先案内表示機を導入。
  - 南北線にそれまでの旧型の垂直のボタン式券売機から、高さが低くなり傾斜があるボタン式券売機を新設（これは東京メトロ化後も交換がしばらく完了せず、垂直のボタン式券売機は2005年まで現存していた）。
- 1993年（平成5年） - 南北線以外の営団全駅で、前述の発車時刻表示対応の発光ダイオード式ホーム行先案内表示機への交換を順次開始（ただし、一部の駅では表示をLEDにはしたが、従来型のタイプを踏襲したものを使用）。
- 1995年（平成7年） - 自動改札機の営団全駅への導入が完了。ただし、一部の改札には有人改札が残存。
- 1996年（平成8年）
  - 営団全線全車種・車両で完全冷房化100 %を達成[18]。同時に丸ノ内線においてトンネル冷房の使用を停止[19][20]。中村総裁時代までは当初1998年から1999年頃を目処に完全冷房化を目指していたが、その矢先に永光へ交代し方針を一新。当初の予定を大幅に前倒しした上で、02系の増備を1996年までに行った。
  - 3月 - 運輸指令・車両指令・電力指令・施設指令を統合して、総合指令所を発足[21]。
  - 4月 - シルバーシートをすべての車両（2401両3050個所）に拡大。
- 1999年（平成11年）
  - 初頭 - LED式ホーム行先案内表示機への全駅の交換が完了。
  - 11月1日 - 全2419両でシルバーシートを優先席に一斉変更。携帯電話のマナーに関する車内放送開始。
- 2004年（平成16年）3月31日 - 翌4月1日の東京地下鉄株式会社発足により、帝都高速度交通営団は廃止・解散（営団としては廃止・解散だが、職員・社屋・駅・鉄道車両・施設は東京地下鉄にそのまま引き継がれる）。

## 歴代総裁
- 原邦造：1941年7月3日 - 1944年6月20日
- 喜安健次郎：1944年6月21日 - 1946年7月9日
- 鈴木清秀：1946年7月9日 - 1961年7月8日
- 牛島辰弥：1961年7月9日 - 1970年4月1日
- 荒木茂久二：1970年4月1日 - 1978年7月14日
- 山田明吉：1978年7月15日 - 1983年7月14日
- 薗村泰彦：1983年7月15日 - 1986年7月15日
- 中村四郎：1986年7月15日 - 1991年7月14日
- 永光洋一：1991年7月15日 - 1996年7月14日
- 寺嶋潔：1996年7月15日[22] - 2000年6月29日
- 土坂泰敏：2000年6月30日 - 2004年3月31日

## サインシステム

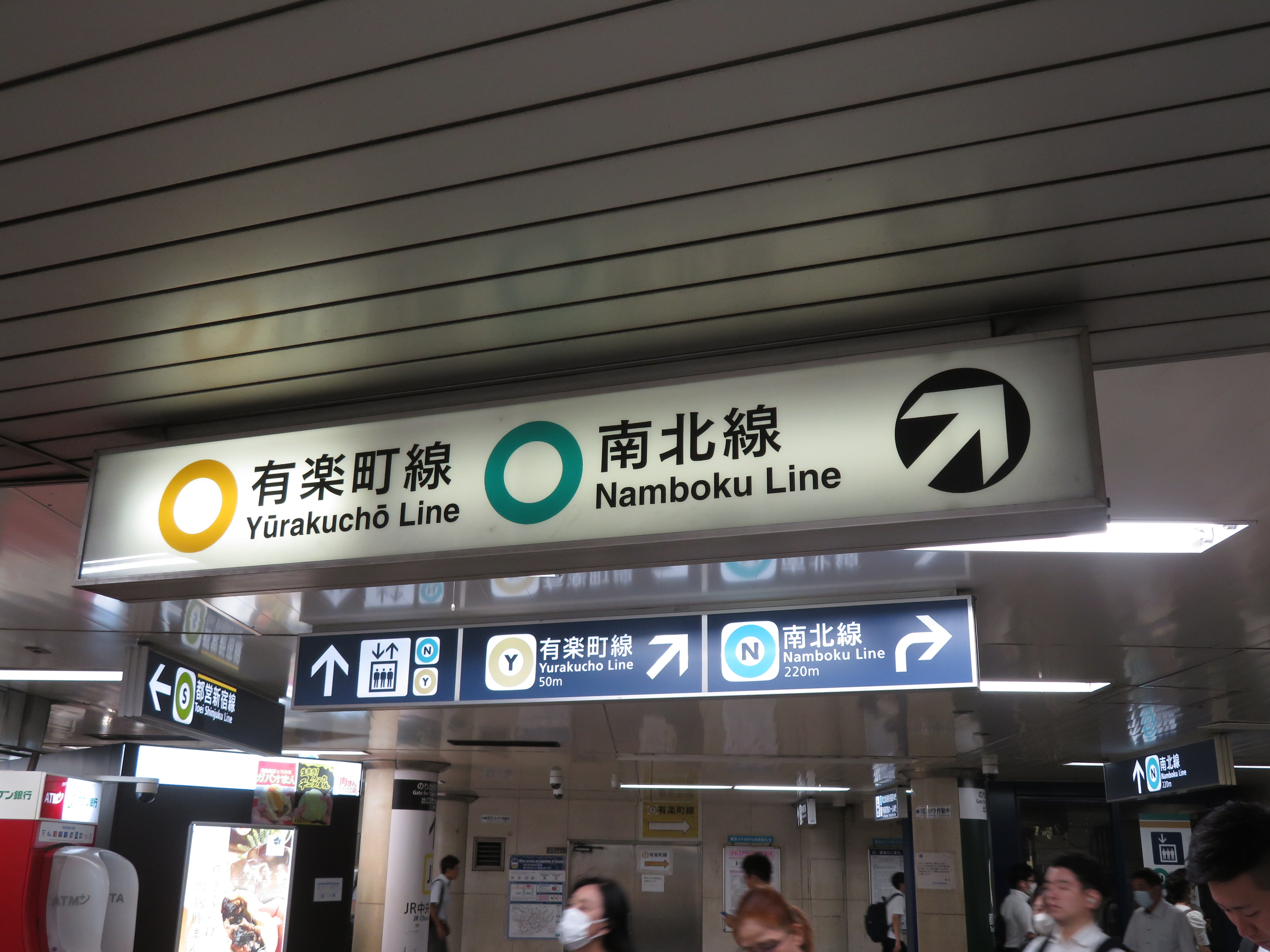
市ケ谷駅に残る、営団サインシステムによる案内サイン（手前の白地のもの）と、現行様式の案内サイン（奥の紺地のもの）。

営団は日本の鉄道事業者として初めて、サインシステム（案内標識のシステム化）を導入した事業者とされているが（1973年5月に千代田線大手町駅に導入）、実際に設置された時期では1972年12月開業の横浜市営地下鉄1号線の方が早い（開業時から全駅で導入）。それまでは案内サインの様式が全く統一されておらず、大量の文字情報が無秩序に羅列されているような状態だったが、それを外部の専門家に委託し下記のようにシステム化した。
案内サインの表示書体にはゴシック4550が使用された。
- 白地に黒文字を基本として（方向指示の矢印は黒色の正方形を地の色で抜いたもの）、改札口のカラーを緑色、出口のカラーを黄色とし、遠くからの視認性を高めるため表示板が通路を左右に横断するような形で掲示した。
- 路線ごとのラインカラーで色付けした○印の路線シンボルを設け、路線名の表示には必ず付すようにした。
- 改札口・出口付近には地下構内図と地上周辺地図を同一の図面内に一体化した、2メートル角の図解サインを配置した。
- ホームに降りる階段の上部垂れ壁には路線の停車駅案内を表示し、案内を読むために階段の途中で立ち止まることが無いよう文字を大きくした。
- ホーム上には柱付け型の乗り換え路線案内を15メートル間隔で配置した。

また、今まで目立つ場所にあった広告や広告とタイアップした案内サインを撤去し、そこにサインシステムに基づいた新たな案内サインを設置しようとしたため、広告収入の減少が見込まれたが、旅客案内を最優先とした。その代わりに列車車両内に新たな広告媒体を設けることで、広告代理店などの了解を取り付けている。
このようにシステマチックに構築された営団地下鉄のサインデザインは、1989年の「'89デザインイヤー記念日本デザイン賞」を受賞し、出口のカラーとして用いた黄色は、1995年に出口明示色としてJIS規格化された（ただし、サインシステム導入前の営団大手町駅・銀座駅や1964年の東海道新幹線開業時の日本国鉄などのように、既にいくつかの鉄道事業者において出口に関する案内サインに黄色が用いられていたことに倣ったものであり、1973年の営団のサインシステムが出口を示すために黄色を用いた最初の例というわけではない）。
1991年に開業した南北線では、7号ビジョンの一環として、同線の単独駅を皮切りに、サインシステムの規定を一部改定し、これまでの線区では地下駅への出入口上部には丸で囲んだSマークが掲げられていたが、この年以降に開業した駅および大規模改修を実施した駅では、駅入口にある駅名看板と統合する形で廃止された（Sマークは駅入口の駅名看板に記載するように改定し、同時に駅名看板のベースカラーを濃い青地のものに変更）。また南北線と有楽町新線では駅名標のデザインも一部変更され、ゴシック4550は踏襲されたものの、ラインカラーの位置を最上部に持ってくるように修正し、そのラインカラーの中央に逆三角形の図柄を描いたものに変更された。
営団では、サインシステムを「一種の公共財」と考え、大手町駅でのサインシステム導入後に完成したマニュアルを全国各地の地下鉄事業者に無償で配布し、京都、名古屋、札幌、福岡などの各都市の地下鉄がそれを参考にサインシステムを構築したといわれる。
しかしながら、個性が強く表れた営団地下鉄のサインシステムは、民間企業となった東京メトロには○印を除いて引き継がれず、紺地に白文字をベースとする新しいサインシステムが導入され、既存の案内を順次置き換えた（ただし、民営化直後以降でも現在に至るまで一部で営団時代のサインシステムが残っている場所もある）。
新サインシステムでは、路線シンボルを表示する際には紺地を白抜きにした上で、○印とアルファベットの路線記号を表示しているため、デザイン的に煩雑で、○印のサイズも小さくなり、視認性が低下しているとの意見もある。

## 路線
（2004年3月31日時点・初区間の開業順）
- 銀座線 浅草 - 渋谷間
- 丸ノ内線 池袋 - 荻窪間および中野坂上 - 方南町間
- 日比谷線 北千住 - 中目黒間
- 東西線 中野 - 西船橋間
- 千代田線 綾瀬 - 代々木上原間および綾瀬 - 北綾瀬間
- 有楽町線 和光市 - 新木場間（小竹向原 - 池袋間の有楽町新線含む）
- 半蔵門線 渋谷 - 押上間
- 南北線 目黒 - 赤羽岩淵間

## 車両
発足以降両開き扉、WN駆動方式、アルミ合金車体、電機子チョッパ制御、着席区分つき座席など時代毎の先端技術を積極的に採用しており、その後国鉄・JR・私鉄各社に影響を与えた車両も多い。しかし、車両への冷房装置や可変電圧可変周波数 (VVVF) 制御の搭載については消極的であった。これは営団地下鉄が車両技術面や廃熱処理の問題から、車両よりも駅構内とトンネルの冷房化を推進していたためである。本格的に車両冷房が導入されたのは他社から大きく遅れた1988年からであり、1996年までに全車の冷房化が完了している。

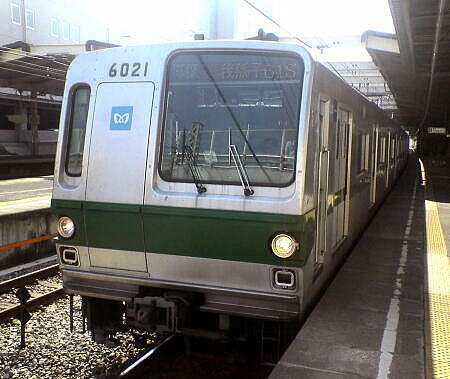
営団の団章に代わり、東京メトロの「ハートM」マークが入った営団6000系電車

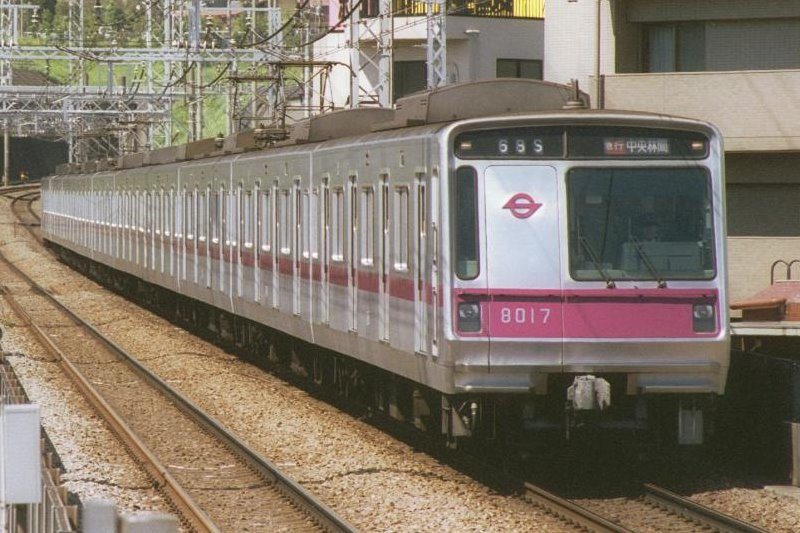
団章が入った営団8000系電車

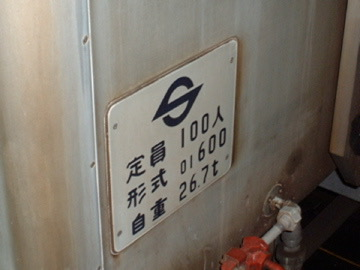
営団01系電車
妻部の型式表示プレートに団章が入っている（2002年頃）

既に営業運行を終了した車両および未成車両も含む。
- 銀座線
  - 1000形（1968年運行終了、1975年廃車）
  - 1100形（1968年廃車）
  - 1200形（1986年運行終了）
  - 100形（1968年運行終了、1981年廃車）
  - 200形（発注のみで終わった未成形式）
  - 1300形（1986年運行終了）
  - 1400形（1986年運行終了）
  - 1500形（1986年運行終了）
  - 1600形（1986年運行終了）
  - 1700形（1986年運行終了）
  - 1800形（1986年運行終了）
  - 1900形（1987年運行終了）
  - 1500N形（1993年運行終了）
  - 2000形（1993年運行終了。一部が日立電鉄、銚子電気鉄道に売却）
  - 01系（東京地下鉄が継続保有。2017年運行終了。一部が熊本電気鉄道に売却）
- 丸ノ内線
  - 300・400・500・900形（1996年運行終了。一部はアルゼンチン・ブエノスアイレス地下鉄に売却。現地での廃車後、東京地下鉄が保存のため4両を買い戻し[31]）
  - 100形（支線用。1968年運行終了）
  - 2000形（支線用。1993年運行終了）
  - 02系（東京地下鉄が継続保有。支線用は2022年、本線は2024年運行終了）
- 日比谷線
  - 3000系（1994年運行終了。一部は長野電鉄に売却し3500系として運用。現地での廃車後、東京地下鉄で保存のため2両編成1本が返却）
  - 03系（東京地下鉄が継続保有。2020年運行終了[32]。一部は熊本電気鉄道・長野電鉄・北陸鉄道・上毛電気鉄道に売却）
- 東西線
  - 5000系（東京地下鉄が一部継続保有。2007年運行終了。一部は東葉高速鉄道に売却し同社1000系となったが2006年運行終了。営団車、東葉車共に一部はインドネシアのPT Kereta Apiに売却）
  - 05系（東京地下鉄が継続保有中。民営化後も製造を継続。一部は千代田線に転属もしくはPT Kereta Apiに売却）
- 千代田線
  - 5000系（綾瀬 - 北綾瀬間運転用、東京地下鉄が継続保有。2014年運行終了）
  - 6000系（東京地下鉄が継続保有。2018年運行終了。大半はPT Kereta Apiに売却。第2編成が千代田線運用時代そのままの姿で新木場車両基地構内に保存）
  - 06系（東京地下鉄が継続保有。2015年運行終了）[33][34]
- 有楽町線・新線（現 副都心線）
  - 7000系（東京地下鉄が継続保有。一部はPT Kereta Apiに売却。2022年運行終了、第1編成が副都心線の姿で新木場車両基地構内に保存。）
  - 07系（東京地下鉄が全車継続保有中。現在は全車東西線に転属）
- 半蔵門線
  - 8000系（東京地下鉄が継続保有、現在も一部車両を保有中）
  - 08系（東京地下鉄が全車継続保有中。営団最後の新形式車両）
- 南北線
  - 9000系（東京地下鉄が全車継続保有中。民営化後も製造を継続）

## 事故
主要な事故のみを記載し、ごく小規模の事故は省略する。
- 1968年（昭和43年）1月27日 - 日比谷線六本木駅 - 神谷町駅を走行中の東武鉄道2000系回送列車が火災で運転不能となり、6両中1両が全焼、1両が半焼。乗務員と消防士11名が負傷した。床下からの発煙が認められた六本木駅で営業運転を打ち切り、乗客を降ろしたため、乗客側に怪我人は発生しなかった。
- 1972年（昭和47年）11月27日 - 同じく日比谷線の下り電車が広尾駅手前600mの地点で異常停止、起動不可能となり同駅で運転を打ち切った後、側線での点検中に床下機器から出火。職員の慎重な判断により死傷者は出なかった。
- 1978年（昭和53年）2月28日 - 東西線葛西駅 - 南砂町駅（当時西葛西駅は未開業）の荒川中川橋梁上にて竜巻の直撃を受け車両が脱線・横転する事故が起きており、20数名が負傷した。
- 1990年（平成2年）6月5日 - 丸ノ内線新宿駅の折り返し線に入線し停車しようとした02系電車が、ブレーキをかけ遅れ車止めを超えてポンプ室の壁に激突する事故が発生した。この事故により折り返し線が使用不可能になり、新宿止まりの電車は2駅先の（当時西新宿駅は未開業）新中野駅まで回送させ折り返したが5日の新宿止まり列車2本は運休し、7日の15本は荻窪駅までの延長運転することになったが、利用者には事故が発生した事を公表せず、警視庁にも届け出なかったため公表したのは7日夜にまでずれ込んだ。事故車は6月10日までに取り除かれた[35]。
- 1992年（平成4年）6月16日 - 日比谷線中目黒駅の折り返し線に入線し停車しようとしていた東武鉄道2000系が、同じく出庫しようとしていた営団3000系の3両目付近の左側面に衝突、回送列車だったため乗客の被害はなかった。
- 2000年（平成12年）3月8日 - 日比谷線中目黒駅付近で電車がせり上がり脱線を起こし、対向電車と衝突し大破した。死者5名。営団地下鉄が原因となった事故で、旅客の死亡を生じたのはこの事故が唯一である。

## 重大事件
1963年（昭和38年）9月5日、一連の「草加次郎事件」中、最も重大な事件となった「地下鉄銀座線爆破事件」が発生した。銀座線京橋駅に到着直後の列車最前部座席下（車両最前部まで座席を持つ、半室運転台構造の戦前型車であった）に仕掛けられた手製の時限爆弾が爆発。乗客10名が重軽傷を負った。翌日女優の吉永小百合宛に、草加次郎名で100万円を要求する脅迫状が送付されるが、未遂に終わり、以後行方をくらました。犯人は検挙されないまま1978年（昭和53年）9月5日に時効が成立した。
1995年（平成7年）3月20日、「地下鉄サリン事件」が発生した。日比谷線・丸ノ内線・千代田線の計5つの列車に、宗教法人オウム真理教の信者により神経ガスのサリンが散布され、多数の乗客が死傷、営団の職員2名が殉職した。銀座線・東西線・半蔵門線も当日午前中は運休した。